# نهائي كأس آسيا للسيدات 2022
كانت المباراة النهائية لكأس آسيا للسيدات 2022 مباراة في كرة القدم بين الصين وكوريا الجنوبية والتي أقيمت في 6 فبراير 2022. وقد حُدد من خلالها الفائز بـ كأس آسيا للسيدات 2022 في ملعب دي واي باتيل بمدينة نافي مومباي في الهند. كانت هذه هي المباراة النهائية العشرون لكأس آسيا للسيدات، وهي بطولة تُقام كل أربع سنوات بمشاركة المنتخبات الوطنية للسيدات التابعة للاتحاد الآسيوي لكرة القدم بهدف تحديد أفضل منتخب في آسيا.

## الخلفية
كانت كأس آسيا للسيدات 2022 النسخة العشرين من كأس آسيا للسيدات – البطولة الأهم للسيدات في الاتحاد الآسيوي لكرة القدم – وقد أُقيمت في الفترة من 20 يناير إلى 6 فبراير 2022 في ثلاث مدن في الهند. عُقدت جولات التصفيات في الفترة من 17 سبتمبر إلى 24 أكتوبر 2021، حيث تنافست ثمانية وعشرون دولة في مجموعات من ثمانية فرق ضمن نظام بطولة روبن في دول مضيفة لكل مجموعة. تأهل الفريق الأول من كل مجموعة إلى البطولة النهائية، إلى جانب الدولة المضيفة الهند وأصحاب المراكز الثلاثة الأولى في كأس آسيا للسيدات 2018. ومع ذلك، أُجريت تعديلات عدة بسبب جائحة فيروس كورونا في آسيا، حيث انسحبت عدة فرق وتأجلت البطولة، مما أدى إلى عدم توازن بعض المجموعات وتأجيل موعد البطولة النهائية.
في البطولة النهائية، جرى تقسيم اثني عشر فريقًا إلى ثلاث مجموعات، حيث تأهل أول فريقين من كل مجموعة، إضافة إلى أفضل فريقين يحتلان المركز الثالث، إلى نظام خروج المغلوب. وقد شهدت هذه النسخة توسيعًا في عدد الفرق في المجموعات والأدوار الإقصائية، حيث زاد العدد من 8 إلى 12 فريقًا في مرحلة المجموعات، ومن 4 إلى 8 فرق في الأدوار الإقصائية. استُخدم حكم الفيديو المساعد في مرحلة خروج المغلوب فقط.

## الموقع

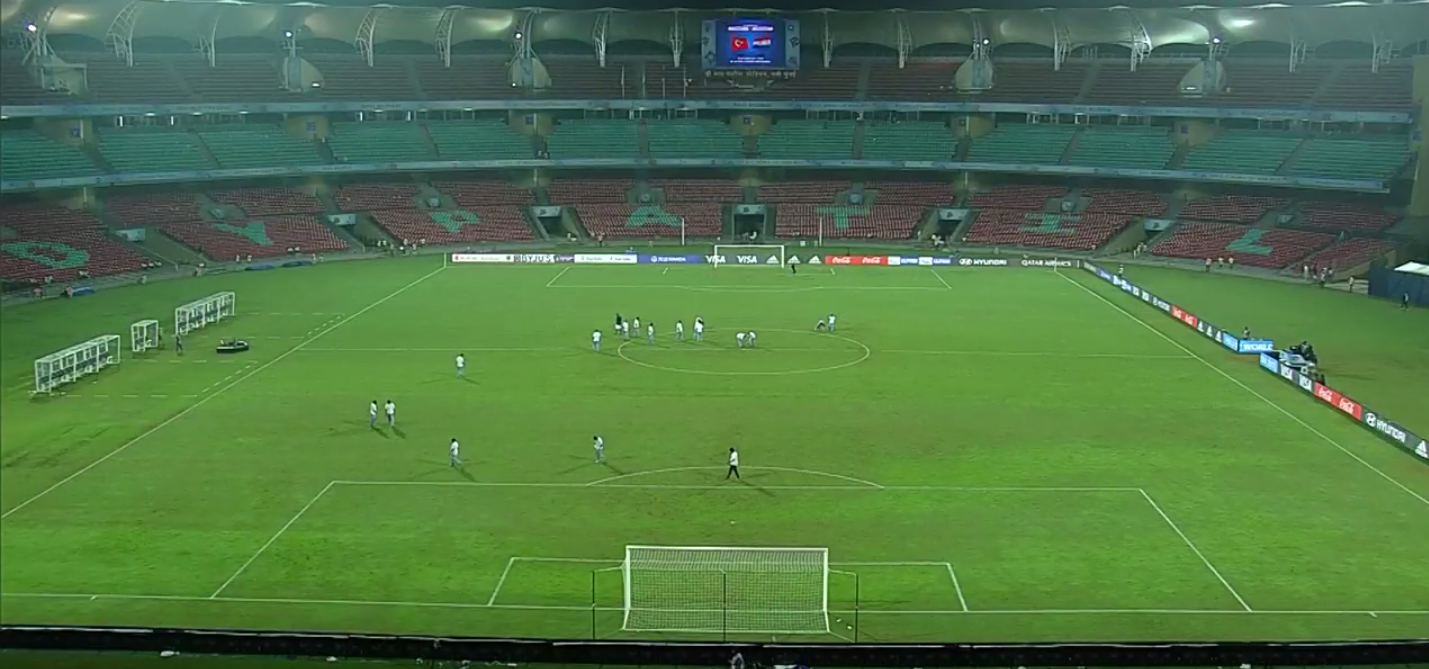
مباراة في كأس العالم تحت 17 سنة لكرة القدم 2017 تُقام في الملعب.

يُعد ملعب دي واي باتيل ملعبًا رياضيًا بسعة 55,000 متفرج، ويقع في نافي مومباي، الهند. وعلى الرغم من أن الملعب يُستخدم أساسًا لرياضة الكريكيت، إلا أن رياضة كرة القدم أصبحت تحظى بشعبية متزايدة على أرض الملعب. على سبيل المثال، استضاف الملعب عدة مباريات في كرة القدم خلال كأس العالم تحت 17 سنة لكرة القدم 2017، وأبرزها مباراة نصف النهائي بين مالي وإسبانيا. كما يُنتظر أن يستضيف الملعب مباريات في كأس العالم للسيدات تحت 17 سنة 2022. بالإضافة إلى ذلك، يُعد الملعب مقرًا لنادي مومباي سيتي، الذي يُنافس حاليًا في الدرجة العليا من الدوري الهندي الممتاز. ومن بين ثلاثة ملاعب في هذه البطولة، جرى اختيار هذا الملعب لاستضافة النهائي في 26 مارس 2021 نظرًا لسعته وبنيته التحتية ومرافقه.

## الطريق إلى النهائي
| م | الفريق         | لعب | ف | ت | خ | أ.له | أ.ع | أ.ف | نقاط |
| - | -------------- | --- | - | - | - | ---- | --- | --- | ---- |
| 1 | الصين          | 2   | 2 | 0 | 0 | 11   | 0   | +11 | 6    |
| 2 | تايبيه الصينية | 2   | 1 | 0 | 1 | 5    | 4   | +1  | 3    |
| 3 | إيران          | 2   | 0 | 0 | 2 | 0    | 12  | −12 | 0    |
| 4 | الهند (H)      | 0   | 0 | 0 | 0 | 0    | 0   | 0   | 0    |

| م | الفريق         | لعب | ف | ت | خ | أ.له | أ.ع | أ.ف | نقاط |
| - | -------------- | --- | - | - | - | ---- | --- | --- | ---- |
| 1 | اليابان        | 3   | 2 | 1 | 0 | 9    | 1   | +8  | 7    |
| 2 | كوريا الجنوبية | 3   | 2 | 1 | 0 | 6    | 1   | +5  | 7    |
| 3 | فيتنام         | 3   | 0 | 1 | 2 | 2    | 8   | −6  | 1    |
| 4 | ميانمار        | 3   | 0 | 1 | 2 | 2    | 9   | −7  | 1    |

### الصين
الصين تأهلت إلى البطولة بعد احتلالها أحد المراكز الثلاثة الأولى في كأس آسيا للسيدات 2018. في تلك البطولة، أنهت الصين في المركز الثالث بعد فوزها على تايلاند بنتيجة 1–3. بسبب نجاحها، وُضعت الصين في الوعاء الثاني من أربعة في القرعة. جاءت الصين في كأس آسيا للسيدات 2022 المجموعة الأولى إلى جانب تايبيه الصينية، البلد المضيف الهند، وإيران. انتهت المباراة الأولى بفوز 0–4 على تايبيه الصينية، حيث سجلت وانغ شوانغ ‏ هدفين – أحدهما من ركلة جزاء في الدقيقة 3 والآخر في الدقيقة 69 – بينما أضافت كل من وانغ شانشان ‏ وتشانغ شين هدفين آخرين في الدقيقتين 9 و53.

### كوريا الجنوبية
كوريا الجنوبية لم تحتل أحد المراكز الثلاثة الأولى في كأس آسيا للسيدات 2018، مما اضطرها لخوض التصفيات للوصول إلى البطولة النهائية. اجتاحت كوريا الجنوبية المجموعة E بفوزها على أوزبكستان بنتيجة 0–4 وعلى منغوليا بنتيجة 0–12. وُضعت كوريا الجنوبية في الوعاء الثاني في القرعة، وسُحبت إلى كأس آسيا للسيدات 2022 المجموعة الثالثة بجانب اليابان، ميانمار، وفيتنام. بدأت مشوارها بفوز 0–3 على فيتنام، حيث سجلت جي سو يون هدفين، وجاء الهدف الثالث بفضل هدف عكسي. في المباراة التالية ضد ميانمار، انتهت المواجهة بنتيجة 0–2، وسجل كل من جي سو يون ولي جيوم مين ‏ هدفًا واحدًا. وانتهت المباراة الأخيرة في دور المجموعات بالتعادل 1–1 مع اليابان، حيث جاء هدف كوريا من سيو جي يون في الدقيقة 85. في ربع النهائي، واجهت كوريا الجنوبية مرشحة البطولة ومضيفة كأس العالم للسيدات 2023، أستراليا، وفقًا لـالاتحاد الدولي لكرة القدم. حققت كوريا فوزًا مفاجئًا بنتيجة 0–1، وسجلت جي سو يون هدف الفوز في الدقيقة 87. وفي نصف النهائي، واجهت كوريا الجنوبية الفلبين، التي تأهلت لأول مرة إلى كأس العالم للسيدات. على الرغم من أن الفلبين كانت في مهمة كـساحرة بعد فوزها على تايلاند وتايبيه الصينية، انتهت المباراة بفوز كوريا الجنوبية 0–2، وسجل الأهداف كل من تشو سو هيون ‏ في الدقيقة 4 وسون هوا يون ‏ في الدقيقة 34.

## التفاصيل
| الصين                                                         | 3–2                                      | كوريا الجنوبية                             |
| ------------------------------------------------------------- | ---------------------------------------- | ------------------------------------------ |
| - تانغ جيالي 68' (ركلة.) - تشانغ لينيان 72' - شياو يووي 90+3' | التقرير (فيفا) التقرير (الاتحاد الآسيوي) | - تشوي يو-ري 27' - جي سو-يون 45+3' (ركلة.) |

| الصين           | \| إحصائيات الفريق \| إحصائيات الفريق \| إحصائيات الفريق \| \| الصين \| الإحصائيات \| كوريا الجنوبية \| \| --------------- \| -------------------- \| --------------- \| \| 14 \| التسديدات \| 11 \| \| 6 \| التسديدات على المرمى \| 5 \| \| 60% \| الاستحواذ \| 40% \| \| 504 \| التمريرات \| 338 \| \| 78% \| دقة التمرير \| 64% \| \| 8 \| الأخطاء \| 13 \| \| 3 \| البطاقات الصفراء \| 0 \| \| 0 \| البطاقات الحمراء \| 0 \| \| 1 \| التسلل \| 1 \| \| 1 \| الركنيات \| 3 \| | كوريا الجنوبية |
| إحصائيات الفريق | |                |
| الصين           | الإحصائيات | كوريا الجنوبية |
| 14              | التسديدات | 11             |
| 6               | التسديدات على المرمى | 5              |
| 60%             | الاستحواذ | 40%            |
| 504             | التمريرات | 338            |
| 78%             | دقة التمرير | 64%            |
| 8               | الأخطاء | 13             |
| 3               | البطاقات الصفراء | 0              |
| 0               | البطاقات الحمراء | 0              |
| 1               | التسلل | 1              |
| 1               | الركنيات | 3              |

| حارس         | 1  | زو يو                     |     |       |
| مدافع أيمن   | 14 | لو جياهوي                 |     | 46'   |
| قلب دفاع     | 3  | وانغ زياوزوي              |     |       |
| قلب دفاع     | 11 | وانغ شانشان (قائد الفريق) |     |       |
| مدافع أيسر   | 8  | ياو وي                    | 88' |       |
| جناح أيمن    | 15 | وو تشينغشو                |     | 46'   |
| وسط ميدان    | 16 | ياو لينغوي                |     |       |
| وسط ميدان    | 23 | قاو تشن                   | 55' |       |
| جناح أيسر    | 6  | تشانغ زين                 | 89' |       |
| مهاجم        | 7  | وانغ شوانغ                |     | 60'   |
| مهاجم        | 18 | تانغ جيالي                |     | 90+6' |
| التبديلات:   |    |                           |     |       |
| وسط          | 10 | تشانغ رووي                |     | 46'   |
| مهاجم        | 20 | شياو يووي                 |     | 46'   |
| مهاجم        | 19 | تشانغ لينيان              |     | 60'   |
| وسط          | 9  | وانغ يانوين               |     | 90+6' |
| المدرب:      |    |                           |     |       |
| شوي تشينغشيا |    |                           |     |       |

| حارس       | 18 | كيم جونغ مي             |  |     |
| مدافع أيمن | 20 | كيم هي-ري (قائد الفريق) |  |     |
| قلب دفاع   | 6  | ليم سون-جو              |  |     |
| قلب دفاع   | 4  | شيم سو-يون              |  |     |
| مدافع أيسر | 2  | تشو هيو-جو              |  |     |
| وسط دفاعي  | 17 | لي يونغ-جو              |  | 82' |
| وسط ميدان  | 10 | جي سو-يون               |  |     |
| وسط ميدان  | 8  | تشو سو-هيون             |  |     |
| جناح أيمن  | 11 | تشوي يو-ري              |  |     |
| جناح أيسر  | 13 | لي غوم-مين              |  |     |
| مهاجم      | 23 | سون هوا-يون             |  |     |
| التبديلات: |    |                         |  |     |
| مدافع      | 16 | جانغ سيل-غي             |  | 82' |
| المدرب:    |    |                         |  |     |
| كولين بيل  |    |                         |  |     |

| الحكام المساعدون: جوانا تشاراكتيس (أستراليا) هبة سعادة (فلسطين) الحكم الرابع: رانجيتا ديفي تيكتشام (الهند) الحكم المساعد الاحتياطي: سوباوان هينثونغ (تايلاند) حكم الفيديو المساعد: كيت جاسيفيتش (أستراليا) مساعد حكم الفيديو: لارا لي (أستراليا) |

## التداعيات
شكلت هذه المباراة النهائية دفعة معنوية لكرة القدم الصينية بعد إقصاء منتخب الرجال من كأس العالم 2022 عقب خسائر متتالية أمام اليابان، وخاصة فيتنام، حيث صادفت الخسارة أمام الأخير رأس السنة الصينية. وسخر المشجعون من المنتخب إلى درجة المطالبة بزيادة تمويل منتخب السيدات على سينا ويبو. وكان من أبرز التعليقات أن أحد المشجعين كتب: "منتخب الرجال هو الابن الذي حصل على كل الثروة لكنه لم يحقق شيئًا، بينما منتخب السيدات هو الابنة التي ظُلمت ولكنها تحمل أملاً كبيرًا." قطعت تلفزيون الصين المركزي 5 (الرياضية)، القناة الرياضية الوطنية الصينية، تغطيتها للألعاب الأولمبية الشتوية 2022 الجارية في بكين لبث المباراة النهائية. كما قدمت شركة منغنيو دايري مكافأة بقيمة 1.57 مليون دولار أمريكي للمنتخب لفوزه بالبطولة.

## روابط خارجية
- [AFC Women's Asian Cup]
, the-AFC.com